# Дом Жемчужникова (Челябинск)
Дом А. А. Жемчужникова — особняк отставного поручика Апполона Апполоновича Жемчужникова, расположенный на пересечении улицы Карла Маркса и Пушкина в Центральном районе города Челябинска. Двухэтажный дом был построен в стиле итальянского палаццо, первое строение в городе подобного архитектурного решения. С 1900 года дом становится собственностью потомственного почётного гражданина М. И. Морозова. С 1913 года в здание переезжает челябинская торговая школа. В годы Советской власти в здании размещался государственный банк. В 1994 году на основании историко-архитектурного плана Челябинска дом Жемчужникова (бывшая торговая школа) включён в перечень выявленных объектов культурного наследия Челябинской области. В настоящее время здание занимает частная организация.